# Gerbrand IJspelder
Gerbrand IJspelder (Den Haag, 16 oktober 1900 – Rockanje, 7 april 1941) was beroepsmilitair en Engelandvaarder. Hij woonde in Leiden.

## Biografie
Toen de Tweede Wereldoorlog  uitbrak, was hij wachtmeester der Artillerie. Na de capitulatie ging hij in het verzet. Omdat hij al snel gezocht werd, scheidde hij van zijn echtgenote om haar niet in de problemen te brengen. 
Hij wilde eind 1940 of begin 1941 al naar Engeland oversteken met een grote groep: Jaap Cohen (arts in Den Haag), Frits Glaser (arts in Leiden), luitenant Jan Bunschoten, H.A. Luitwieler, A.H. Flaton, J.A. Ruys, en J.C. Nout. Ze kochten een vlet en een motor, en deze zou in Alphen aan den Rijn worden afgeleverd door een officier, die echter gearresteerd werd. De vlucht ging niet door.
Daarna maakte hij plannen om naar Engeland te gaan samen met twee aankomende mariniers: Evert Groen en Gart IJspelder. Ze werden onder meer geholpen door verzetsman ir. Van de Wallen, een schelpkalkbrander uit Brielle. Hij bracht de IJspelders in contact met schipper Weltevrede, ook uit Brielle, en deze kon IJspelder's BM in zijn klipper mee naar Brielle nemen.
Op 7 april 1941 werd de BM te water gelaten. De drie mannen begonnen hun tocht naar Engeland maar kwamen niet ver, want de BM liep al gauw op een zandbank ten zuidoosten van Voorne-Putten. IJspelder's lichaam spoelde bij Rockanje aan en werd door zijn zwager uit Scheveningen geïdentificeerd. IJspelder had, zoals hij van tevoren al had verklaard te zullen doen als hij gepakt zou worden, zich met zijn pistool van het leven beroofd. Hij werd op begraafplaats Rhijnhof in Leiden begraven. Het graf is in 1958 geruimd.
De andere twee mannen werden door de Kriegsmarine afgevoerd. Er werd nooit meer iets van hen vernomen.
Zijn naam staat vermeld op het gedenkbord Engelandvaarders in de kapel op het Ereveld Loenen.